# SN 1978G
SN 1978G – supernowa typu IIn odkryta 24 listopada 1978 roku w galaktyce IC 5201. Jej maksymalna jasność wynosiła 12,90m.